# Ray Kennedy (Pianist)

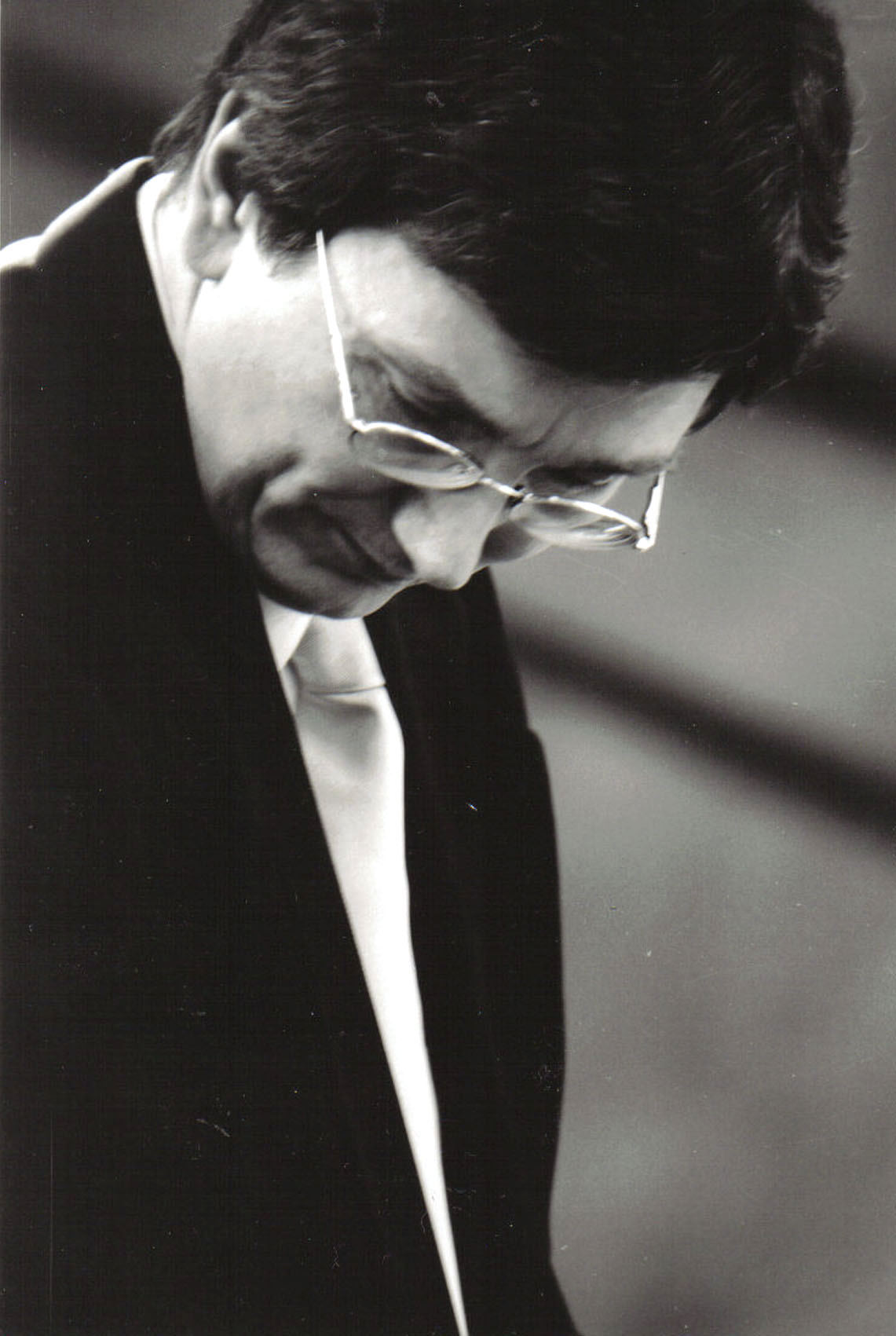
Ray Kennedy 2001 auf dem Umbria Jazz Festival in Perugia.

Raymond Huston „Ray“ Kennedy Junior (* 1957 in Maplewood, Missouri; † 28. Mai 2015 in New York City) war ein US-amerikanischer Jazzpianist und Arrangeur des Mainstream Jazz.

## Leben und Wirken
Kennedy wuchs in den Vorstädten von St. Louis auf, ab Anfang der 1980er-Jahre spielte er mit lokalen Musikern in St. Louis, u. a. mit Billy Williams, mit dem 1981 erste Aufnahmen entstanden. Er arbeitete ab 1993 als Pianist und Arrangeur mit John Pizzarelli, u. a. zu hören auf dessen Alben P.S. Mr Cole (RCA, 1997) und Kisses in the Rain (Telarc, 1999), ferner mit Harry Allen, Ruby Braff, Buddy DeFranco, Dick Hyman, Bucky Pizzarelli, Randy Sandke, The Four Freshmen und Dave Weckl. Unter eigenem Namen, z. T. als The Kennedy Brothers mit seinem Bruder Tom Kennedy (Kontrabass), spielte er eine Reihe von Alben ein, darunter ein Arthur-Schwartz-Tributalbum und in den 2000er-Jahren mehrere Adaptionen klassischer Kompositionen, wie zuletzt Classic in Jazz (2008). Er starb im Mai 2015 an den Folgen einer Erkrankung an multipler Sklerose. Im Bereich des Jazz war er zwischen 1981 und 2008 an 66 Aufnahmesessions beteiligt.

## Diskographische Hinweise
- The Kennedy Brothers: I’ll Remember April (Maxjazz, 1997), mit Tom Kennedy, Todd Strait
- Ray Kennedy (Victoria, 1999), mit John Pizzarelli, Bucky Pizzarelli, Ray Brown, Martin Pizzarelli, Jeff Hamilton
- Dick Hyman/Ray Kennedy: What Is There to Say? (Victoria, 2003)
- Mozart in Jazz (Swing Bros, 2005), mit Tom Kennedy, Miles Vandiver
- Plays the Music of Arthur Schwartz (Arbors, 2006), mit Joe Cohn, Tom Kennedy, Miles Vandiver
- Soft Winds (Swing Bros, 2007), mit Tom Kennedy, Lewis Nash